# Султан
Султан (арабски: سلطان) е арабска дума, която има много различни значения. Превежда се като мощност, авторитет, управител или ръководител. Използва се от мюсюлмански независими владетели като монаршеска титла със значение на владетел.
Още от 998 година халифатите са употребявали титлата султан. Първи, нарекъл се с титлата, е Махмуд Газневи (998 – 1030). По-късно се използва от владетелите на Османската империя и от мамелюците в Египет.
Днес султан е монаршеска титла на владетелите на Оман и Бруней, а също и на владетелите в Малайската федерация.

## Османски султан
Османският султан е титла, носена от владетеля на Османската империя в периода 1299 – 1922 г.. Често е наричан и падишах, защото владее свещените за исляма градове – Мека и Медина. В цялата история на Османската империя султаните са 36.